# Автокатастрофа на Сыропятском тракте
Автокатастрофа на Сыропятском тракте — крупное дорожно-транспортное происшествие, произошедшее 24 июня 2015 года в Омской области на 21-м километре Сыропятского тракта, в результате которого погибли 16 человек.

## Предшествующие обстоятельства
Автобус ЛиАЗ-5293 принадлежал омскому пассажирскому автотранспортному предприятию № 4 (ПАТП №4, ныне МП ПП №8 (Участок №4)), и был арендован птицефабрикой «Сибирская» для перевозки своих работников из села Ростовка, где и находится птицефабрика, в село Богословка. Седельный тягач КамАЗ-5410 с полуприцепом перевозил керамический кирпич и двигался во встречном направлении.

## Столкновение
Около 17:15 автобус ЛиАЗ выехал с 25 пассажирами с птицефабрики «Сибирская» в пос. Ростовка Омского района. Он должен был развезти людей в сёла Богословка, Сыропятское и посёлок Кормиловка. По словам выживших пассажиров, автобус периодически петлял. Навстречу шёл КамАЗ, перевозивший кирпич — водитель работал на предприятие всего 3-й день. На 7-м км от села Богословка автобус разогнался до 56 км/ч (именно на этой отметке застыла стрелка спидометра в момент удара), грузовик двигался со скоростью ~ 70 км/ч.
За секунды до столкновения автобус правым передним колесом зацепил обочину, водитель попытался вернуть машину на трассу и резко выкрутил руль влево, от последнего автобус выехал на полосу встречного движения. Водитель КамАЗа пытаясь уйти от столкновения вывернул руль в сторону обочины, но избежать ДТП не удалось.
В 17:42 автобус и КамАЗ столкнулись лоб в лоб на 21-м километре Сыропятского тракта. От удара передняя часть автобуса примерно до середины была разорвана. Кирпич находившийся в полуприцепе разлетелся в стороны от удара, засыпал кабину грузовика и был разбросан по всему месту аварии.
На месте погибли оба водителя, пассажир КамАЗа и 13 пассажиров автобуса. 11 выживших с различными переломами и травмами были доставлены в городские больницы.

## Расследование и суд
По факту ДТП полицией было возбуждено уголовное дело по ч. 5 ст. 264 УК РФ («Нарушение правил дорожного движения, повлекшее по неосторожности смерть двух и более лиц, а также причинение тяжкого вреда здоровью человека»).
После аварии на Сыропятском тракте в омских ПАТП прошли масштабные проверки.
25 июня после осмотра автобусов на предприятии, девять из 150 машин не выпустили на маршрут по самым разным причинам, среди которых были неисправности в рулевом управлении, повреждения колес, отсутствие аптечек и огнетушителей. За следующие четыре дня проверку на дорогах не прошли еще 90 городских автобусов разных предприятий.
Через 2 дня после ДТП под стражу взяли директора ПАТП-4 Александра Чертоляса. Его обвинили по ч. 3 ст. 238 УК РФ (оказание услуг, не отвечающих требованиям безопасности жизни и здоровья потребителей, повлекших по неосторожности смерть двух и более лиц). Во время следствия и суда свою вину он отрицал. Вместе с Чертолясом на скамье подсудимых оказался начальник автоколонны Валерий Коченевский.
В ходе расследования было установлено, что автобус был технически исправен. Судебно-медицинская экспертиза показала, что смерть водителя автобуса Александра Любовцева наступила от травм, полученных при аварии, а не от возможного сердечного приступа, вызванного имеющейся ишемической болезнью сердца.
Следователи пришли к выводу, что у водителя была возможность в момент ухудшения самочувствия снизить скорость, остановиться на своей полосе движения и не допустить столкновения с грузовиком. Тот факт, что автобус двигался с одинаковой скоростью не свидетельствует, что перед ДТП водителю могло стать плохо, несмотря на наличие ишемической болезни сердца. Суд условно признал Любовцева виновным в аварии, но объявил о прекращении уголовного дела в связи со смертью обвиняемого.
16 июня 2017 года в суде Омского района, Александра Чертоляса приговорили к 4 годам 10 месяцам лишения свободы условно с испытательным сроком в 2,5 года. Валерию Коченевскому также дали 4 года условно с испытательным сроком 2,5 года. Кроме того, оба не смогут работать в транспортных компаниях 3 года.

## Последствия
За 14 часов до автокатастрофы в Омской области произошло ещё одно крупное ДТП, в котором погибли 7 человек. После гибели людей в двух авариях 25 июня в Омской области было объявлено днем траура.